# كيرن برات
كيرن برات (بالإنجليزية: Kieran Pratt)‏ هو لاعب غولف أسترالي، ولد في 14 مايو 1988 في ملبورن في أستراليا.

## وصلات خارجية
- كيرن برات على موقع رابطة اليابان للاعبي الغولف المحترفين (الإنجليزية)
- كيرن برات على موقع التصنيف العالمي الرسمي للغولف (الإنجليزية)